# 蒙切尼肖
蒙切尼肖（義大利語：Moncenisio），是意大利皮埃蒙特大区都靈廣域市的一个市镇。总面积3.98平方公里，人口42人，人口密度10.6人/平方公里（2009年）。ISTAT代码为001157。